# Josef Messner (spisovatel)
Josef Messner, také Josef Meßner, (3. března 1822 Prachatice – 4. ledna 1862 Prachatice) byl německý spisovatel a básník.

## Život
Básník pocházel z bohaté prachatické měšťanské rodiny a narodil se 3. února 1822. Po absolvování šesti tříd střední školy v Českých Budějovicích ztratil touhu studovat a byl přijat do 1. dělostřeleckého pluku v Praze. Protože však poslušnost a podřízenost nebyly svobodomyslnému mladíkovi vlastní, z vojenské služby odešel jako „invalida“. Po krátké přestávce jako kreslič pro železniční stavitelství nastoupil v roce 1845 v Prachaticích u mistra Franze Praxla jako jirchářský učeň a absolvoval po pouhých dvou letech učňovské přípravy. Poté se vydal na delší dobu na cesty, což se odrazilo v jeho autobiografické práci Handwerksburschen. Nakonec se v roce 1851 nechal přesvědčit, aby se usadil ve svém rodném městě a věnoval se profesi jircháře, ve které se předtím vyučil. Když se začal více věnovat literární činnosti, podporoval ho finančně mladší bratr Johann.

## Literární tvorba
Jeho literární tvorba začala během jeho cest vydáváním menších děl v pražských novinách Bohemia a budějovickém Věstníku z jižních Čech (německy Anzeiger aus dem südlichen Böhmen). Zdálo se, že jej čeká dobrý měšťanský život, ale neuplynul ani rok a básník nechal slibné živobytí za sebou a vydal se znovu na cesty. Později toho roku ho vážná nemoc donutila vrátit se do Prachatic. Fyzicky nemocný se ocitl ve zcela jiné situaci: jeho rodiče se od něj s konečnou platností rozešli, a zůstal sám nemocný a bez finančních prostředků.
Nevyřešitelný spor s rodiči a narůstající znatelné důsledky jeho nezdravého způsobu života měly na jeho citlivou duši trvalý účinek a přetavily jej v nadaného básníka. Během této doby vznikly jeho nejdůležitější práce, které se zabývaly převážně tématy Šumavy .
Messner dobře věděl, že jeho život skončí předčasně. Jeho práce „Můj poslední les“ zůstala nedokončená. 4. ledna 1862 zemřel na souchotiny.

## Dílo
Josef Messner za sebou zanechal bohaté poetické dědictví, skládající se z četných básní, příběhů a románů. Jediným jeho dílem přeloženým do češtiny je Primator, dílo poprvé vydané ve Vetterlově píseckém časopisu Poutník od Otavy v roce 1862.
- Der Katzen-Raphael (Kočičí Raphael), umělecká anekdota, Bohemia 1846
- Fatum, novela, Bohemia 1848
- Viola d'amour, novela, Čechy 1848
- Der Primator, román z minulosti města Prachatic, Kober Album 1852; znovu vydáno jako rodným městem Prachatice v roce 1972
- Zwei Brüder (Dva bratři), historický třídílný román o otci Radetzkém, Album 1853
- Treu (Věrný), jednoduchý příběh, Album 1854
- Jan von Wartenberg, historický příběh, Album der Erinnerungen (Album vzpomínek) 1855
- Margarethe Maultasch, obrazy kultury a zvyků ze 14. století, Album 1855
- Kleine Götter (Malí bohové), novela, Bohemia 1855
- Jens Trutz, novela, Album der Erinnerungen 1856
- Hantierer im Böhmerwalde (Obchodník na Šumavě), scény ze života v lese, Neuer illustrierter Volkskalender (Vídeň) 1856
- Waldgeschichten (Lesní příběhy), vesnické příběhy z lesa, Album 1857
- Haus am Weiher (Dům u rybníka), příběh ze Šumavy, Bohemia 1858
- Handwerksburschen, autobiografie, Album 1858

- Ausgewählte Werke (Vybraná díla), editoval Paul Meßner. Tempsky, Praha a Vídeň / Freytag, Lipsko 1897

Další novely: Der Hüter der Hausehre (Strážce domovní cti), Die Franzosen im Böhmerwalde (Francouzi na Šumavě), Ein österreichischer Admiral (Rakouský admirál), Der Kaiser hilft (Císař pomáhá), Der Falschmünzer (Penězokaz), Die Rose des Schreinerwaldes (Růže tesařského lesa)
Popisy země a obyvatel Šumavy: Wallern und die Wallerer, Die Maderhäuser, Maidstein, Kugelweit, Bad Grindschädel, Alt-Budweis
Další Messnerovy práce se objevily v řadě německých časopisů, jež v Čechách v době jeho života vycházely.